# Харкановці
45°35′ пн. ш. 18°20′ сх. д. / 45.58° пн. ш. 18.33° сх. д.
Харкановці (хорв. Harkanovci) — населений пункт у Хорватії, в Осієцько-Баранській жупанії у складі міста Валпово.

## Населення
Населення за даними перепису 2011 року становило 506 осіб.
Динаміка чисельності населення поселення:

## Клімат
Середня річна температура становить 11,08 °C, середня максимальна – 25,31 °C, а середня мінімальна – -5,92 °C. Середня річна кількість опадів – 670 мм.
| Клімат поселення                              | Клімат поселення | Клімат поселення | Клімат поселення | Клімат поселення | Клімат поселення | Клімат поселення | Клімат поселення | Клімат поселення | Клімат поселення | Клімат поселення | Клімат поселення | Клімат поселення | Клімат поселення |
| Показник                                      | Січ.             | Лют.             | Бер.             | Квіт.            | Трав.            | Черв.            | Лип.             | Серп.            | Вер.             | Жовт.            | Лист.            | Груд.            |                  |
| Середній максимум, °C                         | 5,82             | 7,96             | 12,52            | 17,18            | 22,41            | 25,29            | 25,31            | 24,80            | 20,55            | 15,15            | 9,27             | 5,30             |                  |
| Середня температура, °C                       | −0,07            | 2,10             | 6,66             | 11,30            | 16,56            | 19,43            | 21,41            | 20,90            | 16,66            | 11,30            | 5,40             | 1,40             |                  |
| Середній мінімум, °C                          | −5,92            | −3,8             | 0,80             | 5,42             | 10,68            | 13,56            | 17,52            | 17,00            | 12,80            | 7,40             | 1,50             | −2,5             |                  |
| Норма опадів, мм                              | 42               | 38               | 40               | 52               | 63               | 86               | 62               | 61               | 51               | 58               | 65               | 52               |                  |
| Середньомісячна швидкість вітру, м/с          | 2.30             | 2.50             | 2.80             | 2.70             | 2.40             | 2.20             | 2.19             | 2.00             | 2.00             | 2.10             | 2.20             | 2.30             |                  |
| Середньомісячна сонячна радіація, кДж/м²·день | 4206             | 6932             | 10843            | 15358            | 19314            | 21476            | 22233            | 20330            | 14945            | 9230             | 4757             | 3511             |                  |
| --------------------------------------------- | ---------------- | ---------------- | ---------------- | ---------------- | ---------------- | ---------------- | ---------------- | ---------------- | ---------------- | ---------------- | ---------------- | ---------------- | ---------------- |
| Джерело:                                      |                  |                  |                  |                  |                  |                  |                  |                  |                  |                  |                  |                  |                  |